# Крушевац (Обилић)
Крушевац (алб. Kryshevc, Krushevcë) је насеље у општини Обилић, Косово и Метохија, Република Србија.
У селу се налази православно гробље које је оскрнављено рушењем и паљењем споменика фебруара 2015. године.

## Географија
Делови овог села пружају се дуж железничке пруге Скопље – Косовска Митровица између станица Косово Поље и Обилић. Разбијеног је типа. Главни део села је на потоку који долази са Драгодана и Газимстана и зове се Крушевац. Јужније од њега је Накарад, а још јужније су упореднички поређани Ново Село, на истоку, и Хан Старински, на западу. Куће су у овим сеоским деловима груписане, а удаљења између тих делова износе до 1 км.

## Историја
Делови села Крушевац су били чифлици при досељавању најстаријих досељеника, на којима су живели Срби као чифчије. На њима се становништво смењивало, али се у Крушевцу ипак одржао један од затечених родова (Гороломци), који је „можда старинац“, јер му се не зна „подрекло“. Господари чифлика у Крушевцу били су Турци Џинџије из Приштине.

## Порекло становништва по родовима
Подаци о пореклу становништва из тридесетих година XX века.
- Гороломци (1 к, Св. Никола). Непознатог су порекла; можда старинци.
- Ађани (5 к, Св. Ђорђе). Пресељени из Ада (отуда им презиме) почетком 20. века по досељењу Арбанаса у њихово село. И у Адама су били чифчије. Једна кућа овог рода живи у Хану Старинском.
- Перићи (3 к, Св. Никола). Пресељени из Шашковца после Ађана.
- Несторовић (1 к, Аранђеловдан). Досељен после Перића само се не зна одакле.
- Сибовац ( 1к, Св. Врачи). Пресељен из Сибовца око 1880. Потиче од рода Ковачана у Јаниној Води.
- Терзић (1 к, Св. Јован Златоусти). Пресељен из истоименог рода у Чаглавици 1912. Даљом старином је из Јавора код Пећи.
- Денићи (2 к, Ђурђиц). Пресељени из истоименог рода у Угљару 1910. Старина им је у Вучитрнском крају. Живе у махали Накараду.
- Камџијаш (2 к.). Досељен 1913. из Баната на куповину. Живи у Новом Селу.
- Бојковић (1 к.), православни Цигани. Скитали по многим косовским селима. У Крушевцу (махали Накараду) настањени од 1900.

Мухџирииз 1878. из топличких села
- Међуан (2 к.), од фиса Краснића, из Међухане.
- Симниц (2 к.), од фиса Шаље, из Сибнице.
- Кутловц (1 к.), од фиса Краснића, из Кутловца.
- Растелиц (1 к.), и Џигољ (1 к.) од фиса Климената из Растелице и Џигоља.
- Плана (1 к.), од фиса Тсача, из В. Плане.
- Гргур (2 к.), од фиса Краснића, из Гргура.
- Рача (1 к.), од фиса Краснића, из Раче.
- Добретић (1 к.), од фиса Шкреља, из Добретића.

Колонисти
- Јанковић (2 к.), досељен 1923. од Лесковца. Живе у Хану Старинском.
- Шћепановићи (2 к.) и Дошљаци (2 к.), од Иванграда (Васојевићи) 1922.

## Демографија
| Година       | 1948 | 1953 | 1961 | 1971 | 1981 | 1991 |
| ------------ | ---- | ---- | ---- | ---- | ---- | ---- |
| Становништво | 503  | 831  | 1055 | 1412 | 1750 | 1912 |

|  |